# Louis Couperus
Louis Marie Anne Couperus (Den Haag, 10 juni 1863 – De Steeg, 16 juli 1923) was een Nederlandse schrijver en een van de eerste Nederlandse vertegenwoordigers van het literaire naturalisme.
Couperus' werk omvat allerlei uiteenlopende literaire genres. Hij debuteerde met poëzie, maar legde zich vervolgens al snel toe op psychologische romans, waarmee hij de meeste bekendheid verwierf. Hij schreef daarnaast cultuursprookjes, historische romans en veel reisverslagen en columns. In het algemeen wordt hij gezien als een van de belangrijkste schrijvers uit de canon van de Nederlandse literatuur. De uitgave van zijn Volledige Werken (1987-1996) geldt als een van de eerste Nederlandse tekstedities die volgens wetenschappelijke, tekstkritische normen tot stand zijn gekomen.

## Biografie

### Vroege jaren

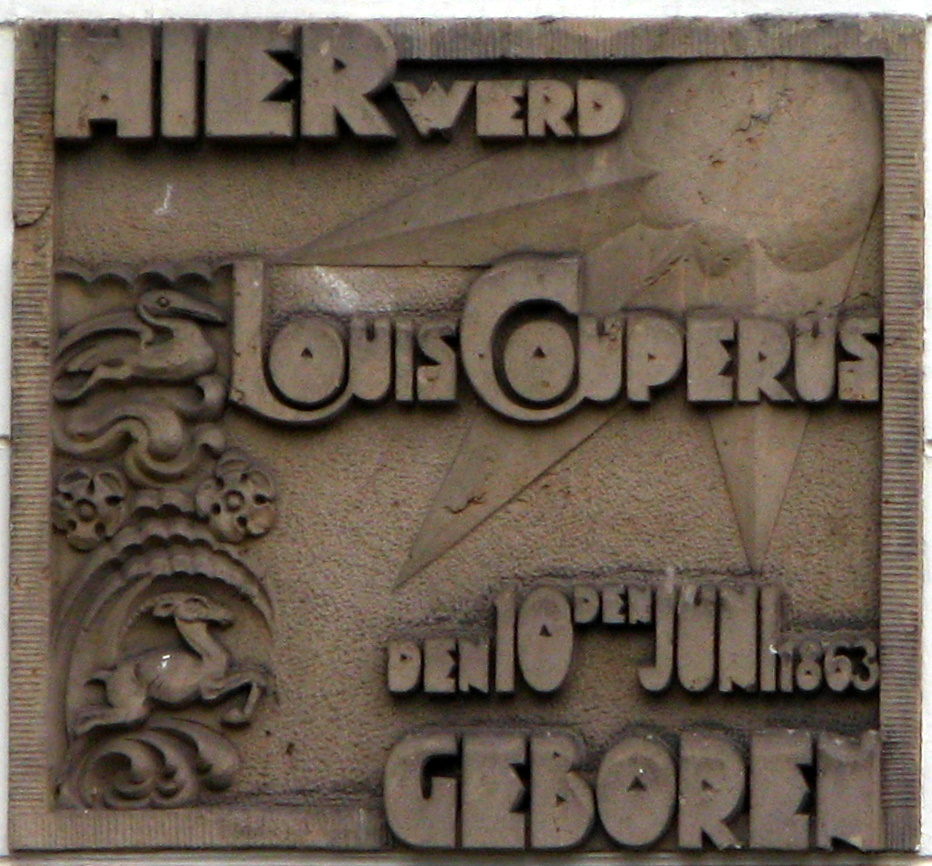
Steen op het geboortehuis van Couperus

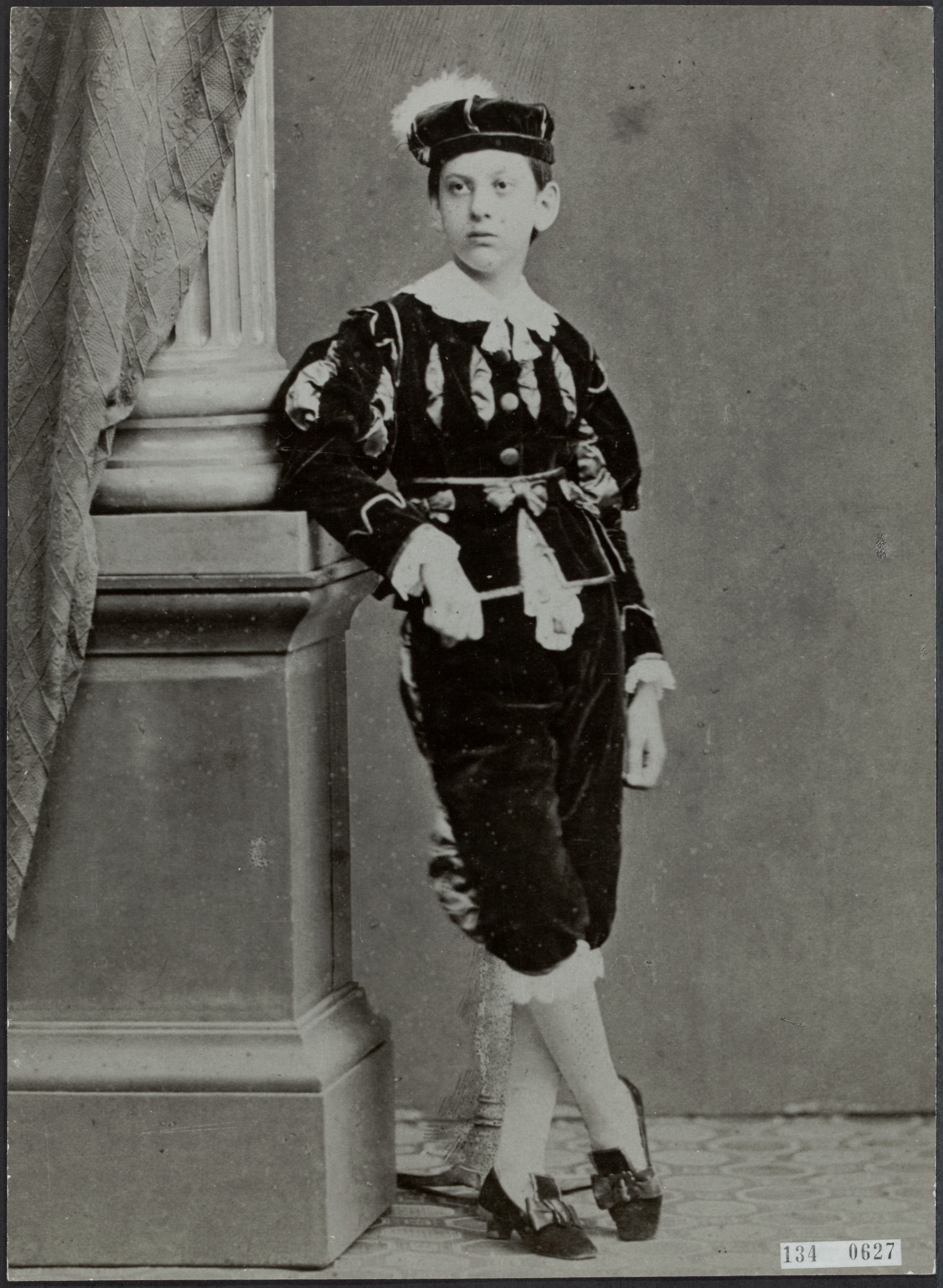
Couperus als kind (1874)

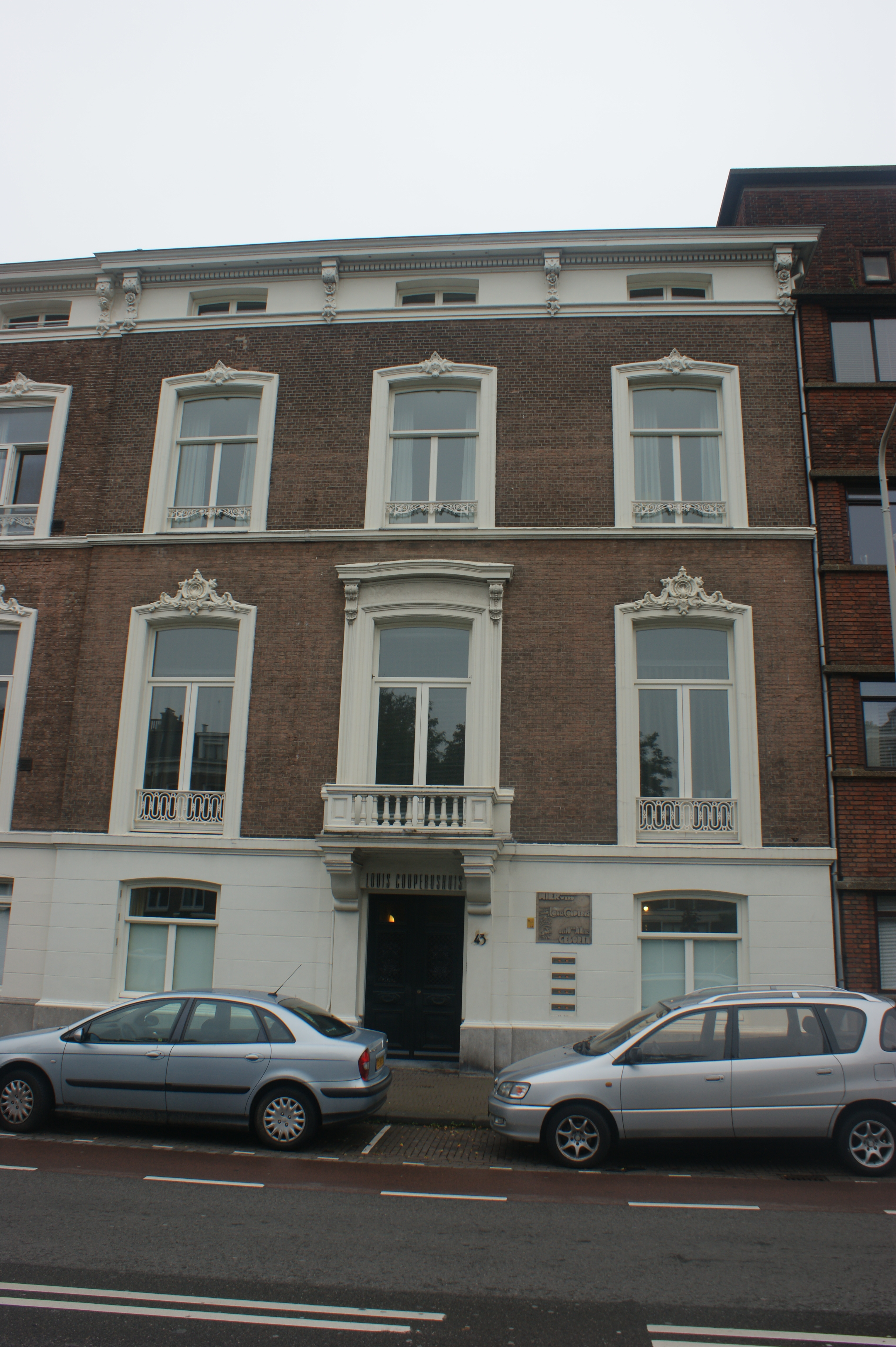
Herenhuis aan Mauritskade 43, Den Haag

Louis Couperus werd op 10 juni 1863 geboren op de Mauritskade in Den Haag, in het pand op nummer 11, als jongste van elf kinderen. Zijn vader was John Ricus Couperus (1816-1902), lid van de raad van justitie te Padang 1844 en te Batavia 1846, daarna raadsheer bij het Hooggerechtshof 1850. Zijn moeder was Catharina Geertruida Reynst (1829-1893), dochter van Jan Cornelis Reijnst (1798-1871), waarnemend gouverneur-generaal van Nederlands-Indië. Louis Couperus was een achterkleinzoon van de koopman Abraham Couperus (1752-1813), de latere gouverneur van Nederlands-Malakka.
De vader van Louis Couperus was bij diens geboorte al gepensioneerd en drie jaar eerder met de hele familie vanuit Indië naar Den Haag gekomen. Louis' drie voornamen zijn die van drie zusjes die vóór zijn geboorte al gestorven waren. De kleine Louis werd op 19 juni gedoopt in de Waalse kerk in Den Haag. Het gezin Couperus vertrok op 8 november 1872 weer naar Nederlands-Indië, om Couperus' broers te helpen bij hun loopbanen en het familielandgoed Tjicoppo te bezoeken. Zij kwamen daar op 31 december aan en vestigden zich in 1873 aan het Koningsplein te Batavia.
In 1874 begon Couperus met zijn opleiding op het Gymnasium Willem III. Hier werd zijn interesse voor de klassieke oudheid gewekt. Hij had op dat moment al contact met zijn latere echtgenote, Elisabeth Baud, die tevens zijn achternicht was.
In 1878 keerde het gezin terug naar Nederland, waar ze eerst aan de Nassaukade in Den Haag gingen wonen. In 1883 verhuisden ze naar het Nassauplein. Couperus verliet in 1881 de H.B.S. en studeerde verder voor een acte MO-Nederlands. In 1883 keerde ook Elisabeth Baud terug naar Nederland, waar ze ging wonen bij haar grootouders, Guillaume Louis Baud en Wilhelmina Jacobina Theodora Couperus. In mei van datzelfde jaar verkocht de vader van Couperus het landgoed Tjicoppo, in Nederlands-Indië. Couperus begon zijn literaire carrière in juli van dat jaar met het gedicht Erinnering, dat verscheen in het tijdschrift Nederland.
In augustus 1883 werd de oudste broer van Couperus, Petrus Theodorus, wegens een geestesziekte opgenomen in een inrichting. In 1884 verhuisde de familie naar Surinamestraat 20. Couperus werd in juni 1885 benoemd tot lid van de Maatschappij der Nederlandse Letterkunde en behaalde op 6 december 1886 zijn acte MO-Nederlands. In 1887 zette hij zijn omgang met Elisabeth Baud voort en begon zijn vriendschap met Gerrit Jäger.
In december van datzelfde jaar begon hij aan zijn debuutroman, Eline Vere, een verhaal dat het jaar daarop als feuilleton verscheen in Het Vaderland en zeer populair werd. Op 3 maart 1889 verscheen het als boek. De vijfentwintigjarige Couperus had zijn naam als schrijver definitief gevestigd. Het boek was direct een groot succes en tot Couperus' overlijden verschenen er negen drukken. Hij had toen al twee dichtbundels gepubliceerd, die echter vrijwel onopgemerkt bleven.

### Reizen, grote romans en eerste onderscheiding

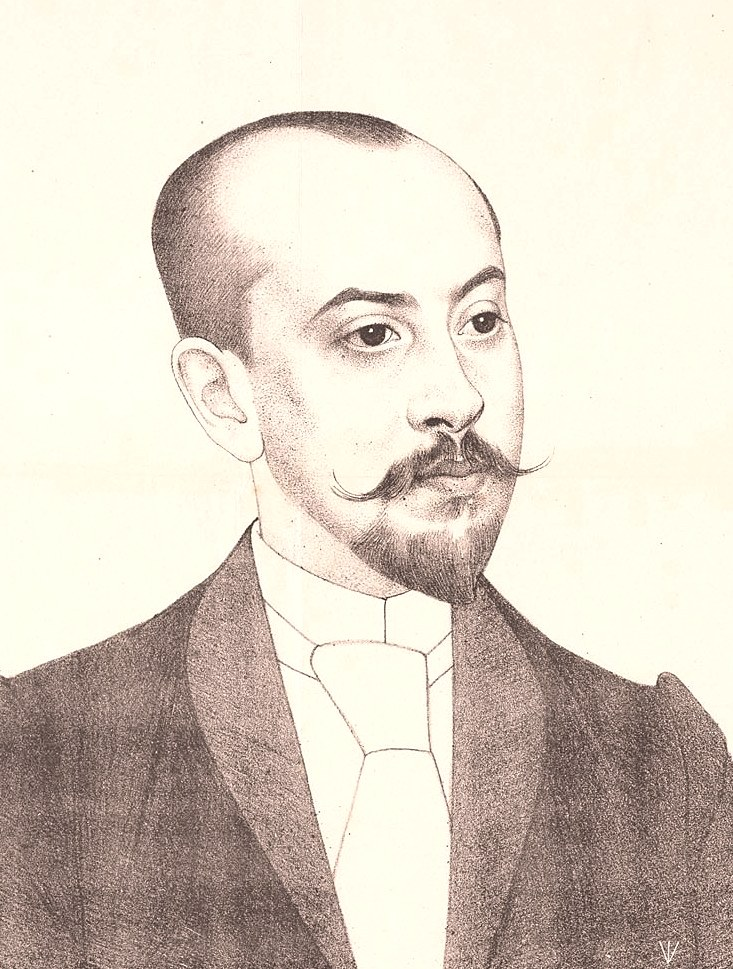
Louis Couperus getekend door Jan Veth als bijlage voor De Amsterdammer in 1892

Couperus maakte in juli 1889 een reis naar Scandinavië met zijn zwager Benjamin Vlielander Hein. In 1890 sloot hij vriendschap met jhr. J.H. Ram en maakte hij kennis met Maurits Wagenvoort. Hij ondernam in mei van dat jaar een reis naar Karlsbad en ontving op 12 augustus de Thiemeprijs voor Eline Vere.
Op 13 oktober 1890 liet Couperus zich uitschrijven uit 's-Gravenhage, met de bedoeling zich voor langere tijd in Parijs te vestigen. Hij bezocht hier de Frans-Poolse schrijver Théodore de Wyzewa en woonde een lezing bij van Francisque Sarcey, een bekend journalist en toneelcriticus. Uit een brief aan zijn zus Trudy blijkt echter dat het verblijf in Parijs hem door de bank genomen erg tegenviel. Couperus keerde in januari 1891 alweer terug naar Den Haag, in verband met het overlijden van G.L. Baud, de grootvader van Elisabeth. Op 9 september 1891 trouwde hij met haar; de huwelijksreis ging naar Vlaanderen. Hoogstwaarschijnlijk was Couperus echter homoseksueel en bleef het huwelijk met Elisabeth Baud kuis. Het huwelijk met haar is ook wel uitgelegd als een maatschappelijk alibi en als een oplossing voor de behoefte die Couperus zelf had aan moederlijke zorg. Informeel noemde hij haar bij haar bijnaam Pop.
Op 21 september betrok het paar de woning Villa Minta aan de Roeltjesweg, sinds 1935 Couperusweg 15, in Hilversum. In december van hetzelfde jaar werd Couperus door Lambertus Jacobus Veen van uitgeverij L.J. Veen benaderd om Extaze uit te geven. 
In februari 1893 begon Couperus aan een reis naar Italië en kwam aan in Florence. Op 15 februari, slechts twee weken nadat Couperus uit Nederland was vertrokken, overleed zijn moeder, zodat hij terug naar huis moest. In september reisde hij opnieuw af naar Italië, waar hij zijn eerste reisimpressies schreef. In december reisde hij door naar Rome. Hij sloot deze reis af met een bezoek aan Athene, waar hij wegens de armoedige omstandigheden maar korte tijd bleef.
In december 1893 werd Couperus redacteur van het maandblad De Gids. In april 1894 reisde hij opnieuw af naar Italië en bezocht in Florence Ouida, de door hem sterk bewonderde schrijfster van kasteelromans. Kort voor haar dood zou hij haar nog eens ontmoeten. In juli 1894 betrok hij het huis aan de Jacob van der Doesstraat 123 in Den Haag. Couperus' vriend Gerrit Jäger pleegde in de maand erop zelfmoord.
Couperus trad op 30 april 1895 af als redactielid van De Gids. Hij vertrok in oktober weer naar Italië, waar hij in Rome de beeldhouwer Pier Pander leerde kennen. Ook in drie jaar daarna reisde hij veel binnen Europa. Hij ging vaker naar Frankrijk, Duitsland en Engeland. In 1897 zegde Couperus zijn lidmaatschap van de Maatschappij der Nederlandse Letterkunde op, omdat hij van plan was naar het buitenland te vertrekken. 
Op 31 augustus, de zeventiende verjaardag van koningin Wilhelmina, werd hij benoemd tot Officier in de Orde van Oranje-Nassau. Minister van Binnenlandse Zaken Goeman Borgesius had Couperus als twaalfde en laatste kandidaat voor een benoeming tot Ridder in de Orde van de Nederlandse Leeuw voorgedragen. De dichteres Hélène Swarth had volgens de voordracht van de ministerraad bij dezelfde lintjesregen Ridder in de Orde van Oranje-Nassau moeten worden. Koningin-regentes Emma vond twee letterkundigen die tegelijk gedecoreerd zouden worden echter te veel. De keus viel op Couperus, maar voor de pas 31-jarige schrijver werd een benoeming in de exclusievere Orde van de Nederlandse Leeuw voorlopig te hoog geacht.
In 1898 maakte Couperus een reis naar Londen. Het jaar daarop, in februari, volgde een reis naar Nederlands-Indië, waar hij in juni enige tijd verbleef te Tegal bij zijn zuster Trudy en zwager, resident Gérard de la Valette. Na de benoeming van De la Valette tot resident van Pasoeroean verbleven Couperus en zijn vrouw ook daar in het residentiehuis. Couperus begon hier aan zijn roman De stille kracht, waarin Valettes residentie model stond voor de woning van een van de hoofdpersonen, de resident Otto van Oudijck. Hij voltooide deze roman, die samen met Eline Vere en Noodlot tot zijn bekendste werken is gaan behoren, ruim een jaar later
In maart 1900 keerde Couperus terug naar Nederland. In oktober van dat jaar vertrok hij samen met zijn vrouw naar Frankrijk, waar ze hun intrek namen in hun huis 'Villa Jules', bij Nice. Couperus maakte van daaruit meerdere reizen naar Italië, waarbij hij onder andere Florence en Rome opnieuw bezocht. In 1901 overleed zijn vriend en mentor Jan ten Brink, en in oktober 1902 overleed ook zijn vader.
In januari 1903 richtte Couperus, samen met Cyriel Buysse en Willem Gerard van Nouhuys, het literaire tijdschrift Groot Nederland op. Hierin verscheen een jaar later in delen zijn nieuwe belangrijke werk, de familieroman Van oude menschen, de dingen, die voorbij gaan.... In mei 1904 kocht L.J. Veen voor een groot bedrag de rechten op van alle tot dan toe verschenen werken van Couperus.

### Feuilletons, journalistiek, kleinere romans
In de periode 1906-1910 heeft Couperus betrekkelijk weinig geschreven. Omdat zijn boeken in die jaren slecht verkochten, nam hij zich voor geen nieuwe romans meer te schrijven. Hij vertrok in mei 1906 van Villa Jules naar Venetië en verbleef in juni te Bagni di Lucca, waar hij Giulio Lodomez ontmoette, die hij later zou laten figureren in romans als Orlando. Hij bracht tevens een nieuw bezoek aan Ouida in Camaiore. Het was inmiddels vrij stil rond hem geworden: er werd nog maar weinig over hem geschreven en zijn boeken werden zelden en dan vaak lauw besproken. In Florence beschikte Couperus tot 1915 over grote vertrekken in een Zwitsers pension op de derde verdieping van het Palazzo Niccolini.
In december 1909 begon Couperus zijn wekelijkse feuilletons in Het Vaderland en langere verhalen in Groot Nederland te publiceren. Hij wenste voortaan geen romans meer te schrijven. Hij schreef rond 1909 veel korte stukken waarin de oudheid centraal stond. Dat werk werd later in twee bundels verzameld die de titel Antieke verhalen, van goden en keizers, van dichters en hetaeren en Schimmen van schoonheid kregen. Antiek toerisme kan worden beschouwd als een wat langer uitgevallen verhaal over het oude Rome en, als exotisch decor voor de Romeinse hoofdpersoon, het door Rome onderworpen Egypte.
In augustus 1908 begonnen Couperus en zijn vrouw een pension in Nice; Couperus schreef enige korte verhalen en begon op 27 november 1909 met een wekelijks feuilleton in Het Vaderland. In mei 1910 overleed zijn broer Frans. In december werd het pension in Nice beëindigd. Tot 1912 ondernam het echtpaar reizen naar Italië en Sicilië; in de laatste week van 1911 vertrokken ze vanuit Florence richting Sicilië. Wegens het slechte weer moesten ze enkele dagen in Napels blijven, waarbij ze de gelegenheid aangrepen om het Museo Archeologico Nazionale te bezoeken. In 1913 volgde een drie maanden durende reis door Spanje, samen met 'Orlando'. In september pleegde zijn vriend Johan Hendrik Ram zelfmoord. In maart 1914 won Couperus de Nieuwe Gids-prijs voor Antiek toerisme. Hij verbleef in juli 1914 een tijdje in München.
In februari 1915 moesten Couperus en zijn vrouw vanwege de Eerste Wereldoorlog terugkeren naar Den Haag. Ze namen in eerste instantie hun intrek bij Couperus' zuster en zwager aan de Molenstraat, waarvan Couperus de volgende maand in Het Vaderland verslag deed. In augustus 1915 betrok hij een appartement op de Hogewal. Er zijn aanwijzingen dat Couperus door deze gedwongen terugkeer zo wanhopig was, dat hij even over zelfmoord heeft nagedacht. In Den Haag trad Couperus nu voor het eerst op als voordrachtskunstenaar in kunstzaal Kleykamp in Den Haag. Hij ging aan de Hoge Wal 2 wonen en schreef opnieuw feuilletons voor Het Vaderland. In november bezocht hij Cyriel Buysse, waar hij de schrijver en sportman Henri van Booven ontmoette, zijn latere biograaf.
In het voorjaar van 1916 schilderde Antoon van Welie zijn portret; daarnaast correspondeerde hij met de classicus W.E.J. Kuiper over diens essay betreffende Couperus' werk. Hij werd door de journalist S.F. van Oss aangenomen als medewerker van de Haagse Post en hield een interview met André de Ridder. Vermoed wordt dat Couperus omstreeks 1917 is begonnen aan zijn nooit voltooide roman Zijn aangenomen zoon, waarvan later een fragment is teruggevonden.
In oktober 1918 vond in Theater Heerengracht (theater Verkade) de première plaats van een toneelbewerking, door Elisabeth Couperus, van Eline Vere; de belangrijkste actrice in het stuk was Else Mauhs.

### Levensavond en overlijden (1918-1923)

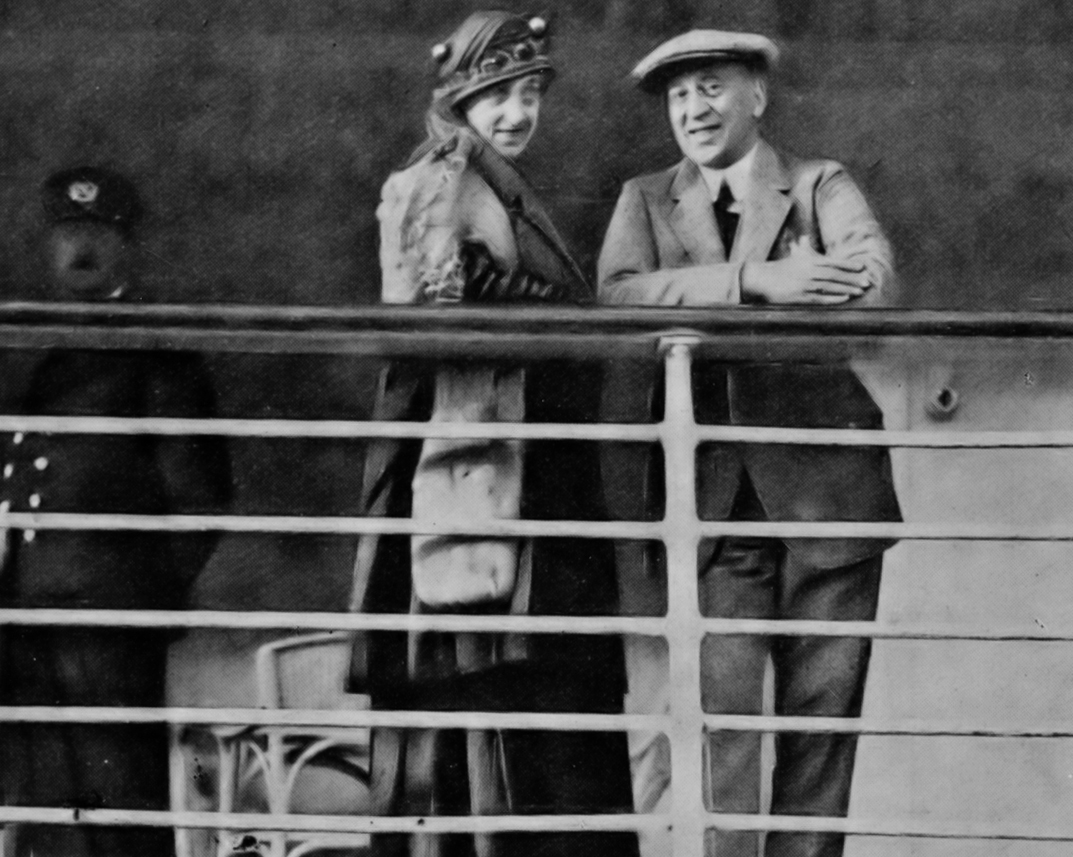
Louis Couperus en zijn echtgenote Elisabeth Couperus-Baud op de boot De Prins der Nederlanden naar Indië in oktober 1921

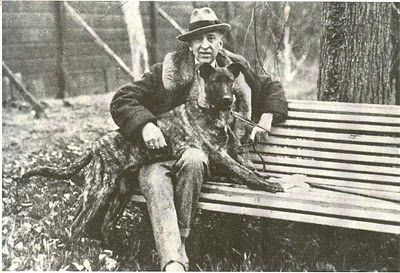
Couperus samen met zijn hond Brinio in de tuin achter het Noordeinde in het voorjaar van 1923, kort voor zijn overlijden

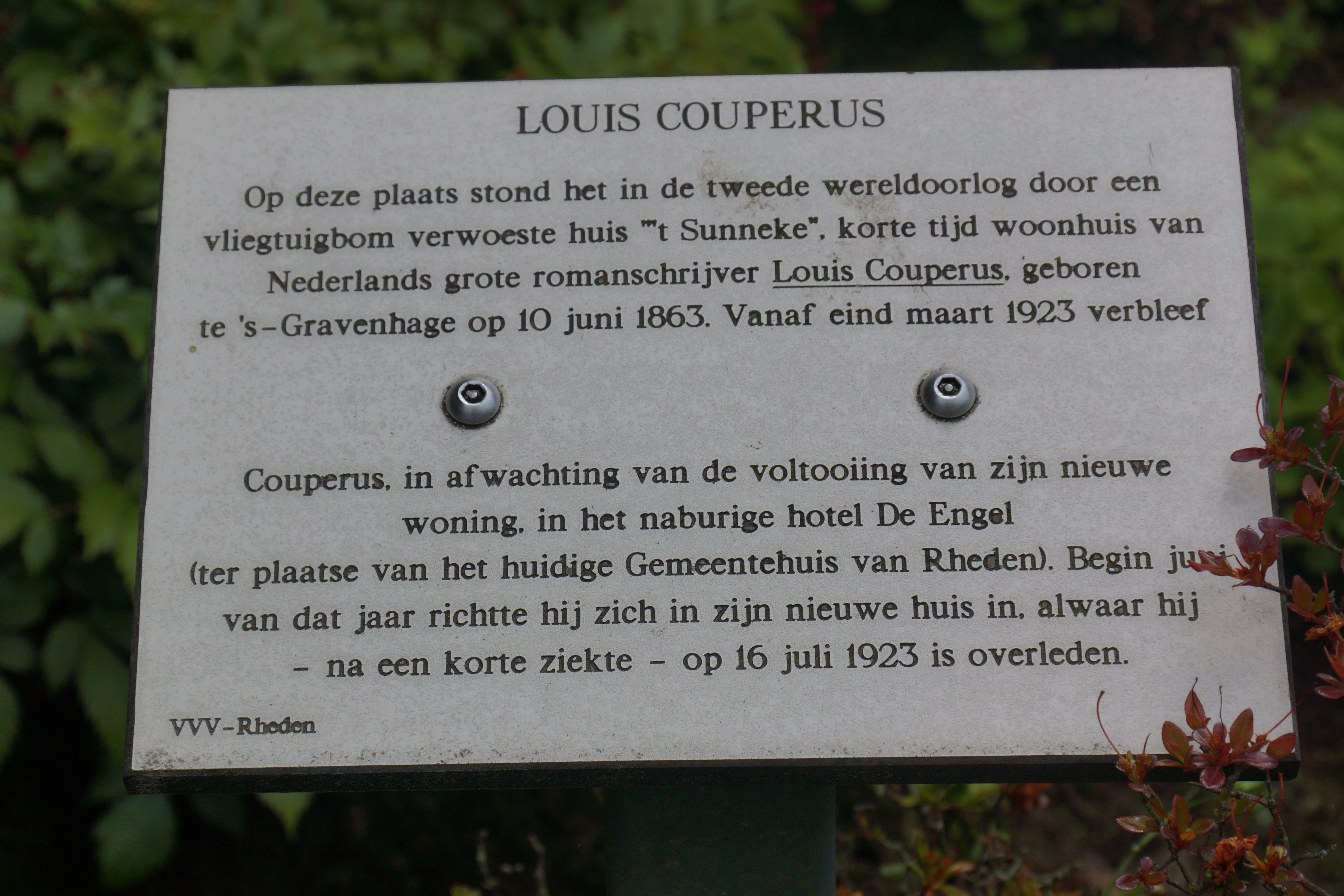
Bordje op de plek waar 't Sunneke heeft gestaan

In mei 1918 overleed Louis Couperus' zus Trudy. Bij de ramp met het stoomschip Amstel kwam in april 1919 ook Couperus' lievelingsneef Frans Vlielander Hein, aan wie hij De Ode had opgedragen, om, samen met diens echtgenote Enny Vrede. Enkele maanden laten schreef Couperus een nieuw testament, zijn derde. Daarin werd net als bij de vorige zijn vrouw als enig erfgenaam aangewezen, maar mocht zij eerder overleden zijn of tegelijk met hem sterven, dan zou er voor twee van zijn jeugdige nichtjes elk duizend gulden bestemd zijn. Voorts zou er met het resterende vermogen een stichting moeten worden opgericht om een naar Couperus genoemde prijs uit te kunnen reiken. Uit de rente van het kapitaal zou jaarlijks een bedrag moeten worden gegeven aan 'een Nederlandschen letterkundige (man of vrouw)', waarbij niet alleen moet worden 'gelet op de voortreffelijkheid van eenig met den prijs te bekronen werk, maar zeer zeker ook op de meer of minder gunstige financieele omstandigheden van hem of haar die voor den prijs in aanmerking kan komen'. Mocht Elisabeth haar man overleven, dan gaf hij haar in overweging 'zonder intusschen eenigen moreelen drang dienaangaande op haar te willen uitoefenen' de bedoelde stichting op te richten. Maar omdat Couperus inderdaad eerder overleed dan zijn vrouw, kwam de stichting niet tot stand.
In oktober 1920 ondernam Couperus een reis naar Algiers. Op de terugweg deed hij Parijs aan en in juni 1921 reisde hij naar Londen. In februari 1922 maakte hij, als speciaal correspondent van de Haagse Post, een nieuwe reis naar Azië. Hij ging eerst naar Sumatra, Java en Bali. Op weg naar Indië deed hij hierbij voor de laatste keer in zijn leven Italië – deze keer Genua – aan. Hij logeerde op Sumatra onder meer bij gouverneur L.C. Westenenk. In deze tijd, in 1921, werd hij gefotografeerd door de toen wereldberoemde portretfotograaf Emil Otto Hoppé. Couperus bezocht tijdens deze reis ook nog China en Japan. In februari werd hij ernstig ziek tijdens zijn tocht door Japan en lag gedurende zeven weken in een Japans ziekenhuis. In oktober 1922 was hij weer terug in Den Haag.
Ter gelegenheid van Couperus' zestigste verjaardag werd er een feestcomité gevormd. Er kwam een receptie en Louis Couperus kreeg ongeveer 12.000 gulden aangeboden. Het geld was door meer dan 500 personen en instellingen bijeengebracht voor de bouw van het huis in De Steeg waar hij zijn intrek zou nemen. Couperus' verjaardag werd groots gevierd in Den Haag, waarbij Lodewijk van Deyssel een toespraak hield en Couperus alsnog werd benoemd tot ridder in de Orde van de Nederlandse Leeuw. Begin juni 1923 trok het echtpaar Couperus in het huis, genaamd 't Sunneke, in De Steeg. Slechts zes weken later overleed de schrijver aldaar. Heden ten dage herinnert een bordje op de plek waar 't Sunneke heeft gestaan nog aan Couperus.
Couperus overleed mogelijk aan een soort tuberculeuze bloedvergiftiging of een longvliesontsteking met een bloedvergiftiging. Op 19 juli vond de crematie op Westerveld plaats. Zijn as werd later overgebracht naar Oud Eik en Duinen.

## Waardering
Reeds tijdens zijn leven genoot Couperus niet alleen in het Nederlandse taalgebied, maar ook daarbuiten een zekere reputatie. Zijn werk werd veelvuldig vertaald, in Duitsland met name door Else Otten, in Engeland vooral door Alexander Teixeira de Mattos en later in Italië door Giacomo Prampolini. 
Tegen het einde van zijn leven was Louis Couperus dan wel een beroemd schrijver, maar zijn boeken verkochten slecht. De waardering voor Couperus' werk begon al tijdens zijn leven terug te lopen. Na zijn dood leek Couperus enige tijd in de vergetelheid te raken. Sommige eerste drukken waren tot in de jaren 40 nog uit voorraad leverbaar. Bij zijn honderdste geboortedag in 1963 was echter een opleving onmiskenbaar. Met name voor zijn romans was er steeds weer opnieuw belangstelling. Het verschijnen van een aantal biografieën, waaronder met name die van Frédéric Bastet uit 1987 en bewerkingen van zijn boeken voor toneel, film en televisie hebben daar zeker aan bijgedragen.
In de laatste decennia van de 20e eeuw verscheen het werk van Couperus in een vijftigdelige wetenschappelijke editie, en aan de schrijver en zijn werk werden tal van artikelen en boeken gewijd. In 1993 werd het Louis Couperus Genootschap opgericht om liefhebbers van zijn werk bijeen te brengen en wetenschappelijk onderzoek naar het leven en het oeuvre van de auteur te stimuleren. Het Louis Couperus Genootschap riep het jaar 2013 uit tot Louis Couperus Jubileumjaar. De 150ste geboortedag op 10 juni 2013 was aanleiding om Louis Couperus (opnieuw) onder de aandacht van de lezer te brengen.

## Familierelaties
Louis Couperus behoorde tot de Nederlandse patriciaatsfamilie Couperus. Dit was van oorsprong een Fries geslacht van kuipers, wier familienaam later gelatiniseerd werd. In dezelfde familie kwamen verschillende predikanten voor. Vroeger werd gedacht dat de familie afstamde van de Schotse familie Cowper, maar deze hypothese werd in 1962 ontkracht.
In deze families werd vrij veel onderling getrouwd. Ook Louis Couperus trouwde met zijn eigen achternicht Elisabeth Baud. Haar beide grootmoeders waren zussen van Couperus' vader.

### Familierelaties tussen Elisabeth Couperus-Baud en Louis Couperus
- Petrus Theodorus Couperus (1787-1823), trouwt 1812 Catharina Rica Cranssen (1795-1846), dochter van Willem Jacob Cranssen (1762-1821)
  - John Ricus Couperus (1816-1902), trouwt jkvr. Catharina Geertruida Reynst (1829-1893)
    - Louis Marie Anne Couperus(1863-1923), trouwt 1891 Elisabeth Wilhelmina Johanna Baud (1867-1960)

  - Wilhelmina Jacobina Theodora Couperus (1818-1899), trouwt 1837 Guillaume Louis Baud (1801-1891)
    - Jan Carel Willem Ricus Theodore Baud (1838-1883), trouwt 1865 Johanna Wilhelmina Petronella Steenstra Toussaint (1844-1927)
      - Elisabeth Wilhelmina Johanna Baud, trouwt 1891 Louis Marie Anne Couperus

  - Elisabeth Wilhelmina Petronella Couperus (1821-1889), trouwt 1839 dr. Abraham Johan Daniël Steenstra Toussaint (1813-1876)
    - Johanna Wilhelmina Petronella Steenstra Toussaint (1844-1927), trouwt 1865 Jan Carel Willem Ricus Theodore Baud (1838-1883)
      - Elisabeth Wilhelmina Johanna Baud, trouwt 1891 Louis Marie Anne Couperus

|                                                                                           |                                                                                           |                                                                                           |                                                                                           |                                                                                           |                                                                                           |                                                 |                                                 |                                                 |                                                 |                                                 |                                                 |                                             |                                             |                                           |                                           | Abraham Couperus (1752-1813) Gouverneur van Nederlands-Malakka | Abraham Couperus (1752-1813) Gouverneur van Nederlands-Malakka | Abraham Couperus (1752-1813) Gouverneur van Nederlands-Malakka | Abraham Couperus (1752-1813) Gouverneur van Nederlands-Malakka | Abraham Couperus (1752-1813) Gouverneur van Nederlands-Malakka                     | Abraham Couperus (1752-1813) Gouverneur van Nederlands-Malakka                     |                                                                                          |                                                                                          | Catharina Johanna Koek (1763-1843)                                                       | Catharina Johanna Koek (1763-1843)                                                       | Catharina Johanna Koek (1763-1843)                                                       | Catharina Johanna Koek (1763-1843)                                                       | Catharina Johanna Koek (1763-1843)                     | Catharina Johanna Koek (1763-1843)                     |                                                                         |                                                                         | Willem Jacob Cranssen (1762-1821) Gouverneur van Ternate                | Willem Jacob Cranssen (1762-1821) Gouverneur van Ternate                | Willem Jacob Cranssen (1762-1821) Gouverneur van Ternate                | Willem Jacob Cranssen (1762-1821) Gouverneur van Ternate                | Willem Jacob Cranssen (1762-1821) Gouverneur van Ternate | Willem Jacob Cranssen (1762-1821) Gouverneur van Ternate |                                                               |                                                               | Maria Eleonora Hartman (1773-1805)‏‎                            | Maria Eleonora Hartman (1773-1805)‏‎                            | Maria Eleonora Hartman (1773-1805)‏‎                            | Maria Eleonora Hartman (1773-1805)‏‎                            | Maria Eleonora Hartman (1773-1805)‏‎                                              | Maria Eleonora Hartman (1773-1805)‏‎                                              |                                                                                 |                                                                                 |                                                                                 |                                                                                 |
|                                                                                           |                                                                                           |                                                                                           |                                                                                           |                                                                                           |                                                                                           |                                                 |                                                 |                                                 |                                                 |                                                 |                                                 |                                             |                                             |                                           |                                           | Abraham Couperus (1752-1813) Gouverneur van Nederlands-Malakka | Abraham Couperus (1752-1813) Gouverneur van Nederlands-Malakka | Abraham Couperus (1752-1813) Gouverneur van Nederlands-Malakka | Abraham Couperus (1752-1813) Gouverneur van Nederlands-Malakka | Abraham Couperus (1752-1813) Gouverneur van Nederlands-Malakka                     | Abraham Couperus (1752-1813) Gouverneur van Nederlands-Malakka                     |                                                                                          |                                                                                          | Catharina Johanna Koek (1763-1843)                                                       | Catharina Johanna Koek (1763-1843)                                                       | Catharina Johanna Koek (1763-1843)                                                       | Catharina Johanna Koek (1763-1843)                                                       | Catharina Johanna Koek (1763-1843)                     | Catharina Johanna Koek (1763-1843)                     |                                                                         |                                                                         | Willem Jacob Cranssen (1762-1821) Gouverneur van Ternate                | Willem Jacob Cranssen (1762-1821) Gouverneur van Ternate                | Willem Jacob Cranssen (1762-1821) Gouverneur van Ternate                | Willem Jacob Cranssen (1762-1821) Gouverneur van Ternate                | Willem Jacob Cranssen (1762-1821) Gouverneur van Ternate | Willem Jacob Cranssen (1762-1821) Gouverneur van Ternate |                                                               |                                                               | Maria Eleonora Hartman (1773-1805)‏‎                            | Maria Eleonora Hartman (1773-1805)‏‎                            | Maria Eleonora Hartman (1773-1805)‏‎                            | Maria Eleonora Hartman (1773-1805)‏‎                            | Maria Eleonora Hartman (1773-1805)‏‎                                              | Maria Eleonora Hartman (1773-1805)‏‎                                              |                                                                                 |                                                                                 |                                                                                 |                                                                                 |
|                                                                                           |                                                                                           |                                                                                           |                                                                                           |                                                                                           |                                                                                           |                                                 |                                                 |                                                 |                                                 |                                                 |                                                 |                                             |                                             |                                           |                                           |                                                                |                                                                |                                                                |                                                                |                                                                                    |                                                                                    |                                                                                          |                                                                                          |                                                                                          |                                                                                          |                                                                                          |                                                                                          |                                                        |                                                        |                                                                         |                                                                         |                                                                         |                                                                         |                                                                         |                                                                         |                                                          |                                                          |                                                               |                                                               |                                                               |                                                               |                                                               |                                                               |                                                                                 |                                                                                 |                                                                                 |                                                                                 |                                                                                 |                                                                                 |
| jhr. Jan Cornelis Reijnst (1798-1871) Waarnemend gouverneur-generaal van Nederlands-Indië | jhr. Jan Cornelis Reijnst (1798-1871) Waarnemend gouverneur-generaal van Nederlands-Indië | jhr. Jan Cornelis Reijnst (1798-1871) Waarnemend gouverneur-generaal van Nederlands-Indië | jhr. Jan Cornelis Reijnst (1798-1871) Waarnemend gouverneur-generaal van Nederlands-Indië | jhr. Jan Cornelis Reijnst (1798-1871) Waarnemend gouverneur-generaal van Nederlands-Indië | jhr. Jan Cornelis Reijnst (1798-1871) Waarnemend gouverneur-generaal van Nederlands-Indië |                                                 |                                                 | Catherina Geertruida Scherpingh (1805-1831)     | Catherina Geertruida Scherpingh (1805-1831)     | Catherina Geertruida Scherpingh (1805-1831)     | Catherina Geertruida Scherpingh (1805-1831)     | Catherina Geertruida Scherpingh (1805-1831) | Catherina Geertruida Scherpingh (1805-1831) |                                           |                                           |                                                                |                                                                |                                                                |                                                                | Petrus Theodorus Couperus (1787-1823) Landdrost der Buitenzorgse en Preangerlanden | Petrus Theodorus Couperus (1787-1823) Landdrost der Buitenzorgse en Preangerlanden | Petrus Theodorus Couperus (1787-1823) Landdrost der Buitenzorgse en Preangerlanden       | Petrus Theodorus Couperus (1787-1823) Landdrost der Buitenzorgse en Preangerlanden       | Petrus Theodorus Couperus (1787-1823) Landdrost der Buitenzorgse en Preangerlanden       | Petrus Theodorus Couperus (1787-1823) Landdrost der Buitenzorgse en Preangerlanden       |                                                                                          |                                                                                          |                                                        |                                                        |                                                                         |                                                                         |                                                                         |                                                                         |                                                                         |                                                                         | Catharina Rica Cranssen (1795-1846)                      | Catharina Rica Cranssen (1795-1846)                      | Catharina Rica Cranssen (1795-1846)                           | Catharina Rica Cranssen (1795-1846)                           | Catharina Rica Cranssen (1795-1846)                           | Catharina Rica Cranssen (1795-1846)                           |                                                               |                                                               | mr. Johan Daniël Steenstra Toussaint (1779-1863) Burgemeester van Aarlanderveen | mr. Johan Daniël Steenstra Toussaint (1779-1863) Burgemeester van Aarlanderveen | mr. Johan Daniël Steenstra Toussaint (1779-1863) Burgemeester van Aarlanderveen | mr. Johan Daniël Steenstra Toussaint (1779-1863) Burgemeester van Aarlanderveen | mr. Johan Daniël Steenstra Toussaint (1779-1863) Burgemeester van Aarlanderveen | mr. Johan Daniël Steenstra Toussaint (1779-1863) Burgemeester van Aarlanderveen |
| jhr. Jan Cornelis Reijnst (1798-1871) Waarnemend gouverneur-generaal van Nederlands-Indië | jhr. Jan Cornelis Reijnst (1798-1871) Waarnemend gouverneur-generaal van Nederlands-Indië | jhr. Jan Cornelis Reijnst (1798-1871) Waarnemend gouverneur-generaal van Nederlands-Indië | jhr. Jan Cornelis Reijnst (1798-1871) Waarnemend gouverneur-generaal van Nederlands-Indië | jhr. Jan Cornelis Reijnst (1798-1871) Waarnemend gouverneur-generaal van Nederlands-Indië | jhr. Jan Cornelis Reijnst (1798-1871) Waarnemend gouverneur-generaal van Nederlands-Indië |                                                 |                                                 | Catherina Geertruida Scherpingh (1805-1831)     | Catherina Geertruida Scherpingh (1805-1831)     | Catherina Geertruida Scherpingh (1805-1831)     | Catherina Geertruida Scherpingh (1805-1831)     | Catherina Geertruida Scherpingh (1805-1831) | Catherina Geertruida Scherpingh (1805-1831) |                                           |                                           |                                                                |                                                                |                                                                |                                                                | Petrus Theodorus Couperus (1787-1823) Landdrost der Buitenzorgse en Preangerlanden | Petrus Theodorus Couperus (1787-1823) Landdrost der Buitenzorgse en Preangerlanden | Petrus Theodorus Couperus (1787-1823) Landdrost der Buitenzorgse en Preangerlanden       | Petrus Theodorus Couperus (1787-1823) Landdrost der Buitenzorgse en Preangerlanden       | Petrus Theodorus Couperus (1787-1823) Landdrost der Buitenzorgse en Preangerlanden       | Petrus Theodorus Couperus (1787-1823) Landdrost der Buitenzorgse en Preangerlanden       |                                                                                          |                                                                                          |                                                        |                                                        |                                                                         |                                                                         |                                                                         |                                                                         |                                                                         |                                                                         | Catharina Rica Cranssen (1795-1846)                      | Catharina Rica Cranssen (1795-1846)                      | Catharina Rica Cranssen (1795-1846)                           | Catharina Rica Cranssen (1795-1846)                           | Catharina Rica Cranssen (1795-1846)                           | Catharina Rica Cranssen (1795-1846)                           |                                                               |                                                               | mr. Johan Daniël Steenstra Toussaint (1779-1863) Burgemeester van Aarlanderveen | mr. Johan Daniël Steenstra Toussaint (1779-1863) Burgemeester van Aarlanderveen | mr. Johan Daniël Steenstra Toussaint (1779-1863) Burgemeester van Aarlanderveen | mr. Johan Daniël Steenstra Toussaint (1779-1863) Burgemeester van Aarlanderveen | mr. Johan Daniël Steenstra Toussaint (1779-1863) Burgemeester van Aarlanderveen | mr. Johan Daniël Steenstra Toussaint (1779-1863) Burgemeester van Aarlanderveen |
|                                                                                           |                                                                                           |                                                                                           |                                                                                           |                                                                                           |                                                                                           |                                                 |                                                 |                                                 |                                                 |                                                 |                                                 |                                             |                                             |                                           |                                           |                                                                |                                                                |                                                                |                                                                |                                                                                    |                                                                                    |                                                                                          |                                                                                          |                                                                                          |                                                                                          |                                                                                          |                                                                                          |                                                        |                                                        |                                                                         |                                                                         |                                                                         |                                                                         |                                                                         |                                                                         |                                                          |                                                          |                                                               |                                                               |                                                               |                                                               |                                                               |                                                               |                                                                                 |                                                                                 |                                                                                 |                                                                                 |                                                                                 |                                                                                 |
|                                                                                           |                                                                                           |                                                                                           |                                                                                           |                                                                                           |                                                                                           |                                                 |                                                 |                                                 |                                                 |                                                 |                                                 |                                             |                                             |                                           |                                           |                                                                |                                                                |                                                                |                                                                |                                                                                    |                                                                                    |                                                                                          |                                                                                          |                                                                                          |                                                                                          |                                                                                          |                                                                                          |                                                        |                                                        |                                                                         |                                                                         |                                                                         |                                                                         |                                                                         |                                                                         |                                                          |                                                          |                                                               |                                                               |                                                               |                                                               |                                                               |                                                               |                                                                                 |                                                                                 |                                                                                 |                                                                                 |                                                                                 |                                                                                 |
|                                                                                           |                                                                                           | jkvr. Catharina Geertruida Reijnst (1829-1893)                                            | jkvr. Catharina Geertruida Reijnst (1829-1893)                                            | jkvr. Catharina Geertruida Reijnst (1829-1893)                                            | jkvr. Catharina Geertruida Reijnst (1829-1893)                                            | jkvr. Catharina Geertruida Reijnst (1829-1893)  | jkvr. Catharina Geertruida Reijnst (1829-1893)  |                                                 |                                                 | John Ricus Couperus (1816-1902) Raadsheer       | John Ricus Couperus (1816-1902) Raadsheer       | John Ricus Couperus (1816-1902) Raadsheer   | John Ricus Couperus (1816-1902) Raadsheer   | John Ricus Couperus (1816-1902) Raadsheer | John Ricus Couperus (1816-1902) Raadsheer |                                                                |                                                                | Wilhelmina Jacobina Theodora Couperus (1818-1899)              | Wilhelmina Jacobina Theodora Couperus (1818-1899)              | Wilhelmina Jacobina Theodora Couperus (1818-1899)                                  | Wilhelmina Jacobina Theodora Couperus (1818-1899)                                  | Wilhelmina Jacobina Theodora Couperus (1818-1899)                                        | Wilhelmina Jacobina Theodora Couperus (1818-1899)                                        |                                                                                          |                                                                                          | Guillaume Louis Baud (1801-1891) Minister van Koloniën                                   | Guillaume Louis Baud (1801-1891) Minister van Koloniën                                   | Guillaume Louis Baud (1801-1891) Minister van Koloniën | Guillaume Louis Baud (1801-1891) Minister van Koloniën | Guillaume Louis Baud (1801-1891) Minister van Koloniën                  | Guillaume Louis Baud (1801-1891) Minister van Koloniën                  |                                                                         |                                                                         | Elisabeth Wilhelmina Petronella Couperus (1821-1889)                    | Elisabeth Wilhelmina Petronella Couperus (1821-1889)                    | Elisabeth Wilhelmina Petronella Couperus (1821-1889)     | Elisabeth Wilhelmina Petronella Couperus (1821-1889)     | Elisabeth Wilhelmina Petronella Couperus (1821-1889)          | Elisabeth Wilhelmina Petronella Couperus (1821-1889)          |                                                               |                                                               | dr. Abraham Johan Daniël Steenstra Toussaint (1813-1876) Arts | dr. Abraham Johan Daniël Steenstra Toussaint (1813-1876) Arts | dr. Abraham Johan Daniël Steenstra Toussaint (1813-1876) Arts                   | dr. Abraham Johan Daniël Steenstra Toussaint (1813-1876) Arts                   | dr. Abraham Johan Daniël Steenstra Toussaint (1813-1876) Arts                   | dr. Abraham Johan Daniël Steenstra Toussaint (1813-1876) Arts                   |                                                                                 |                                                                                 |
|                                                                                           |                                                                                           | jkvr. Catharina Geertruida Reijnst (1829-1893)                                            | jkvr. Catharina Geertruida Reijnst (1829-1893)                                            | jkvr. Catharina Geertruida Reijnst (1829-1893)                                            | jkvr. Catharina Geertruida Reijnst (1829-1893)                                            | jkvr. Catharina Geertruida Reijnst (1829-1893)  | jkvr. Catharina Geertruida Reijnst (1829-1893)  |                                                 |                                                 | John Ricus Couperus (1816-1902) Raadsheer       | John Ricus Couperus (1816-1902) Raadsheer       | John Ricus Couperus (1816-1902) Raadsheer   | John Ricus Couperus (1816-1902) Raadsheer   | John Ricus Couperus (1816-1902) Raadsheer | John Ricus Couperus (1816-1902) Raadsheer |                                                                |                                                                | Wilhelmina Jacobina Theodora Couperus (1818-1899)              | Wilhelmina Jacobina Theodora Couperus (1818-1899)              | Wilhelmina Jacobina Theodora Couperus (1818-1899)                                  | Wilhelmina Jacobina Theodora Couperus (1818-1899)                                  | Wilhelmina Jacobina Theodora Couperus (1818-1899)                                        | Wilhelmina Jacobina Theodora Couperus (1818-1899)                                        |                                                                                          |                                                                                          | Guillaume Louis Baud (1801-1891) Minister van Koloniën                                   | Guillaume Louis Baud (1801-1891) Minister van Koloniën                                   | Guillaume Louis Baud (1801-1891) Minister van Koloniën | Guillaume Louis Baud (1801-1891) Minister van Koloniën | Guillaume Louis Baud (1801-1891) Minister van Koloniën                  | Guillaume Louis Baud (1801-1891) Minister van Koloniën                  |                                                                         |                                                                         | Elisabeth Wilhelmina Petronella Couperus (1821-1889)                    | Elisabeth Wilhelmina Petronella Couperus (1821-1889)                    | Elisabeth Wilhelmina Petronella Couperus (1821-1889)     | Elisabeth Wilhelmina Petronella Couperus (1821-1889)     | Elisabeth Wilhelmina Petronella Couperus (1821-1889)          | Elisabeth Wilhelmina Petronella Couperus (1821-1889)          |                                                               |                                                               | dr. Abraham Johan Daniël Steenstra Toussaint (1813-1876) Arts | dr. Abraham Johan Daniël Steenstra Toussaint (1813-1876) Arts | dr. Abraham Johan Daniël Steenstra Toussaint (1813-1876) Arts                   | dr. Abraham Johan Daniël Steenstra Toussaint (1813-1876) Arts                   | dr. Abraham Johan Daniël Steenstra Toussaint (1813-1876) Arts                   | dr. Abraham Johan Daniël Steenstra Toussaint (1813-1876) Arts                   |                                                                                 |                                                                                 |
|                                                                                           |                                                                                           |                                                                                           |                                                                                           |                                                                                           |                                                                                           |                                                 |                                                 |                                                 |                                                 |                                                 |                                                 |                                             |                                             |                                           |                                           |                                                                |                                                                |                                                                |                                                                |                                                                                    |                                                                                    |                                                                                          |                                                                                          |                                                                                          |                                                                                          |                                                                                          |                                                                                          |                                                        |                                                        |                                                                         |                                                                         |                                                                         |                                                                         |                                                                         |                                                                         |                                                          |                                                          |                                                               |                                                               |                                                               |                                                               |                                                               |                                                               |                                                                                 |                                                                                 |                                                                                 |                                                                                 |                                                                                 |                                                                                 |
|                                                                                           |                                                                                           |                                                                                           |                                                                                           |                                                                                           |                                                                                           |                                                 |                                                 |                                                 |                                                 |                                                 |                                                 |                                             |                                             |                                           |                                           |                                                                |                                                                |                                                                |                                                                |                                                                                    |                                                                                    | Jan Carel Willem Ricus Theodore Baud (1838-1883) Assistent-resident van Meester Cornelis | Jan Carel Willem Ricus Theodore Baud (1838-1883) Assistent-resident van Meester Cornelis | Jan Carel Willem Ricus Theodore Baud (1838-1883) Assistent-resident van Meester Cornelis | Jan Carel Willem Ricus Theodore Baud (1838-1883) Assistent-resident van Meester Cornelis | Jan Carel Willem Ricus Theodore Baud (1838-1883) Assistent-resident van Meester Cornelis | Jan Carel Willem Ricus Theodore Baud (1838-1883) Assistent-resident van Meester Cornelis |                                                        |                                                        |                                                                         |                                                                         |                                                                         |                                                                         |                                                                         |                                                                         |                                                          |                                                          | Johanna Wilhelmina Petronella Steenstra Toussaint (1844-1927) | Johanna Wilhelmina Petronella Steenstra Toussaint (1844-1927) | Johanna Wilhelmina Petronella Steenstra Toussaint (1844-1927) | Johanna Wilhelmina Petronella Steenstra Toussaint (1844-1927) | Johanna Wilhelmina Petronella Steenstra Toussaint (1844-1927) | Johanna Wilhelmina Petronella Steenstra Toussaint (1844-1927) |                                                                                 |                                                                                 |                                                                                 |                                                                                 |                                                                                 |                                                                                 |
|                                                                                           |                                                                                           |                                                                                           |                                                                                           |                                                                                           |                                                                                           |                                                 |                                                 |                                                 |                                                 |                                                 |                                                 |                                             |                                             |                                           |                                           |                                                                |                                                                |                                                                |                                                                |                                                                                    |                                                                                    | Jan Carel Willem Ricus Theodore Baud (1838-1883) Assistent-resident van Meester Cornelis | Jan Carel Willem Ricus Theodore Baud (1838-1883) Assistent-resident van Meester Cornelis | Jan Carel Willem Ricus Theodore Baud (1838-1883) Assistent-resident van Meester Cornelis | Jan Carel Willem Ricus Theodore Baud (1838-1883) Assistent-resident van Meester Cornelis | Jan Carel Willem Ricus Theodore Baud (1838-1883) Assistent-resident van Meester Cornelis | Jan Carel Willem Ricus Theodore Baud (1838-1883) Assistent-resident van Meester Cornelis |                                                        |                                                        |                                                                         |                                                                         |                                                                         |                                                                         |                                                                         |                                                                         |                                                          |                                                          | Johanna Wilhelmina Petronella Steenstra Toussaint (1844-1927) | Johanna Wilhelmina Petronella Steenstra Toussaint (1844-1927) | Johanna Wilhelmina Petronella Steenstra Toussaint (1844-1927) | Johanna Wilhelmina Petronella Steenstra Toussaint (1844-1927) | Johanna Wilhelmina Petronella Steenstra Toussaint (1844-1927) | Johanna Wilhelmina Petronella Steenstra Toussaint (1844-1927) |                                                                                 |                                                                                 |                                                                                 |                                                                                 |                                                                                 |                                                                                 |
|                                                                                           |                                                                                           |                                                                                           |                                                                                           |                                                                                           |                                                                                           |                                                 |                                                 |                                                 |                                                 |                                                 |                                                 |                                             |                                             |                                           |                                           |                                                                |                                                                |                                                                |                                                                |                                                                                    |                                                                                    |                                                                                          |                                                                                          |                                                                                          |                                                                                          |                                                                                          |                                                                                          |                                                        |                                                        |                                                                         |                                                                         |                                                                         |                                                                         |                                                                         |                                                                         |                                                          |                                                          |                                                               |                                                               |                                                               |                                                               |                                                               |                                                               |                                                                                 |                                                                                 |                                                                                 |                                                                                 |                                                                                 |                                                                                 |
|                                                                                           |                                                                                           |                                                                                           |                                                                                           |                                                                                           |                                                                                           | Louis Marie Anne Couperus (1863-1923) Schrijver | Louis Marie Anne Couperus (1863-1923) Schrijver | Louis Marie Anne Couperus (1863-1923) Schrijver | Louis Marie Anne Couperus (1863-1923) Schrijver | Louis Marie Anne Couperus (1863-1923) Schrijver | Louis Marie Anne Couperus (1863-1923) Schrijver |                                             |                                             |                                           |                                           |                                                                |                                                                |                                                                |                                                                |                                                                                    |                                                                                    |                                                                                          |                                                                                          |                                                                                          |                                                                                          |                                                                                          |                                                                                          |                                                        |                                                        | Elisabeth Wilhelmina Johanna Baud (1867-1960) Vertaler en letterkundige | Elisabeth Wilhelmina Johanna Baud (1867-1960) Vertaler en letterkundige | Elisabeth Wilhelmina Johanna Baud (1867-1960) Vertaler en letterkundige | Elisabeth Wilhelmina Johanna Baud (1867-1960) Vertaler en letterkundige | Elisabeth Wilhelmina Johanna Baud (1867-1960) Vertaler en letterkundige | Elisabeth Wilhelmina Johanna Baud (1867-1960) Vertaler en letterkundige |                                                          |                                                          |                                                               |                                                               |                                                               |                                                               |                                                               |                                                               |                                                                                 |                                                                                 |                                                                                 |                                                                                 |                                                                                 |                                                                                 |
|                                                                                           |                                                                                           |                                                                                           |                                                                                           |                                                                                           |                                                                                           | Louis Marie Anne Couperus (1863-1923) Schrijver | Louis Marie Anne Couperus (1863-1923) Schrijver | Louis Marie Anne Couperus (1863-1923) Schrijver | Louis Marie Anne Couperus (1863-1923) Schrijver | Louis Marie Anne Couperus (1863-1923) Schrijver | Louis Marie Anne Couperus (1863-1923) Schrijver |                                             |                                             |                                           |                                           |                                                                |                                                                |                                                                |                                                                |                                                                                    |                                                                                    |                                                                                          |                                                                                          |                                                                                          |                                                                                          |                                                                                          |                                                                                          |                                                        |                                                        | Elisabeth Wilhelmina Johanna Baud (1867-1960) Vertaler en letterkundige | Elisabeth Wilhelmina Johanna Baud (1867-1960) Vertaler en letterkundige | Elisabeth Wilhelmina Johanna Baud (1867-1960) Vertaler en letterkundige | Elisabeth Wilhelmina Johanna Baud (1867-1960) Vertaler en letterkundige | Elisabeth Wilhelmina Johanna Baud (1867-1960) Vertaler en letterkundige | Elisabeth Wilhelmina Johanna Baud (1867-1960) Vertaler en letterkundige |                                                          |                                                          |                                                               |                                                               |                                                               |                                                               |                                                               |                                                               |                                                                                 |                                                                                 |                                                                                 |                                                                                 |                                                                                 |                                                                                 |

## Wetenswaardigheden
- De vader van Couperus, John Ricus Couperus, liet in 1884 aan de Surinamestraat 20 een huis bouwen, waar het gezin later ging wonen. Het huis bevat nog de marmeren en parketvloeren waarover de gevierde romancier heeft gelopen. Ook de originele plafonds, houten lambriseringen, glas-in-loodramen en een 'authentieke wc' zitten er nog in. Er is tevens nog een 'dienkeuken met originele servieskast'. In 2007 werd dit huis aan de Surinamestraat 20 te koop aangeboden. Op initiatief van de econoom Arnold Heertje en met steun van schrijfster Hella Haasse en de dichter Anton Korteweg werd een stichting opgericht die vergeefs geprobeerd heeft het pand te kopen en in te richten tot Louis Couperus Huis. Het huidige Louis Couperus Museum, opgericht op initiatief van Caroline de Westenholz, bevindt zich sinds 1996 op het adres Javastraat 17 in Den Haag.
- Al op die eerste dag van het verschijnen van Eline Vere stond in het Dagblad van Zuid-Holland en 's-Gravenhage het eerste deel van een positieve recensie, geschreven door zijn stadgenoot Frederik van Hogendorp (1843-1889). Die ging ook in op de (hogere) kringen waarin het boek speelde, kringen die Van Hogendorp, als zoon van het Tweede Kamerlid Frederik van Hogendorp (1802-1872) en een grootmeesteres van koningin Emma, goed gekend moet hebben.
- Willem Kloos schreef eens een zeer negatieve recensie over Couperus' gedichten, waarin hij Couperus adviseerde zijn heil niet in de dichtkunst te zoeken.

## Bibliografie

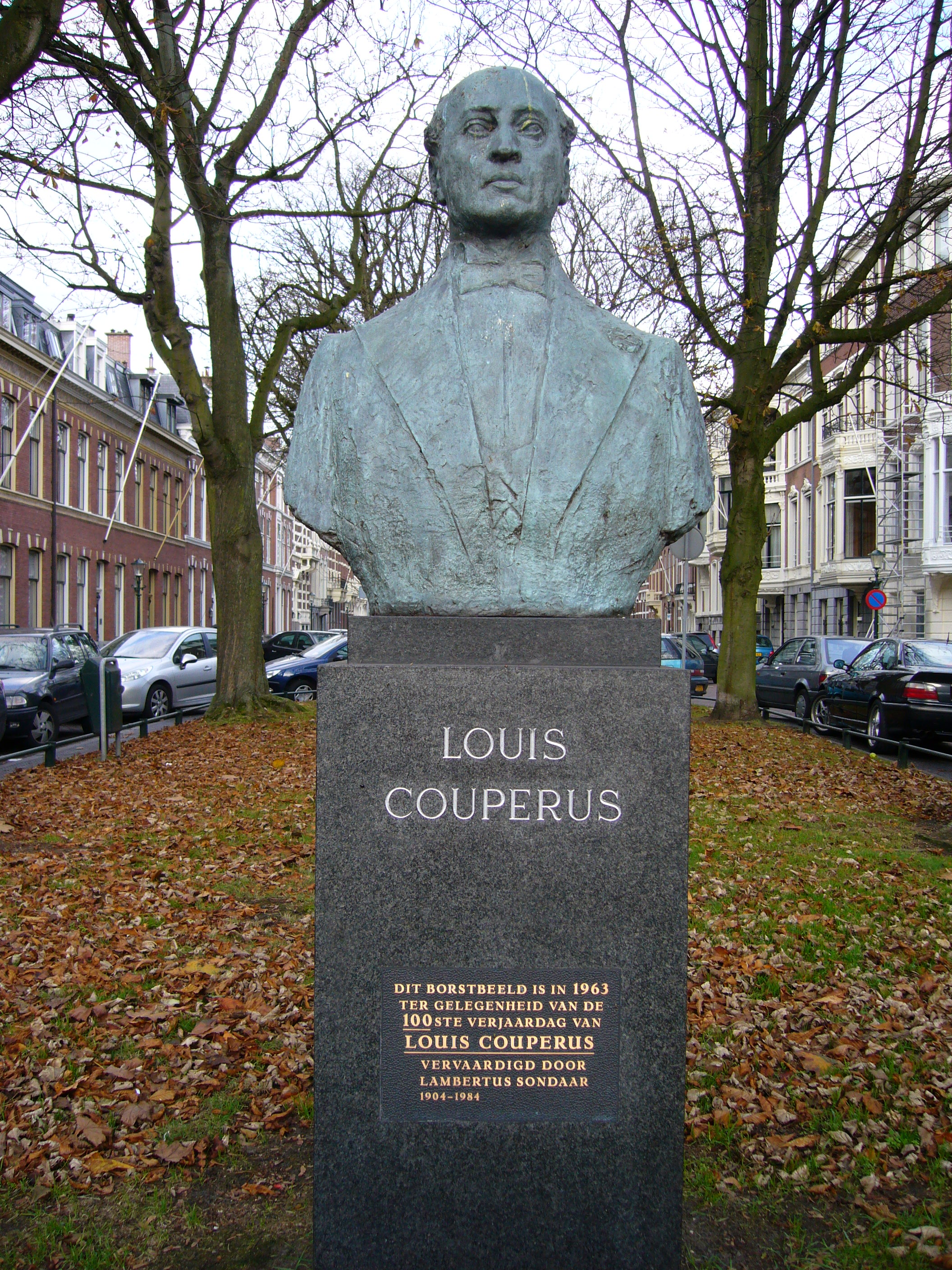
Louis Couperus in de Surinamestraat (foto P.L. van Till)

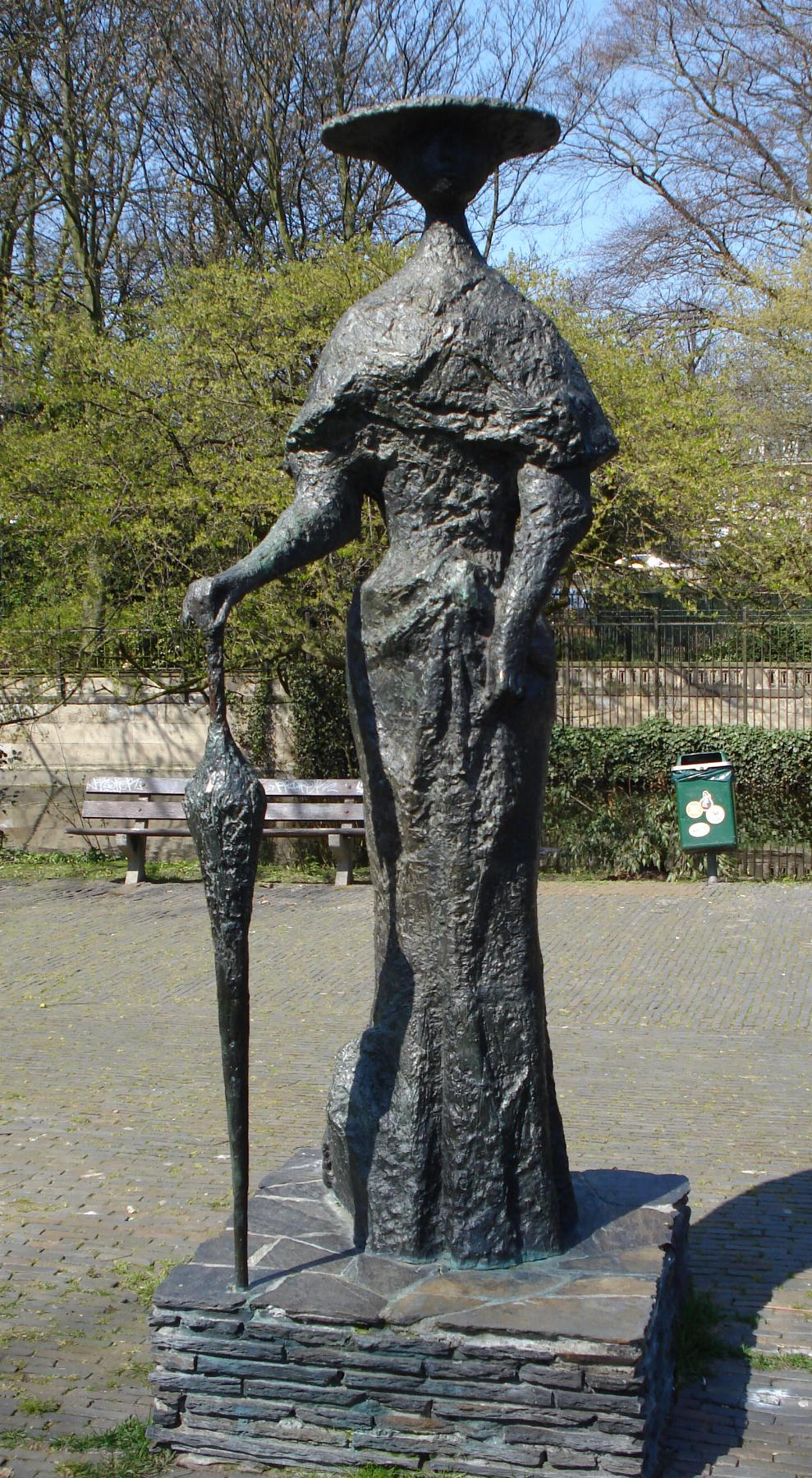
Standbeeld van Eline Vere in Den Haag, door Theo van der Nahmer.

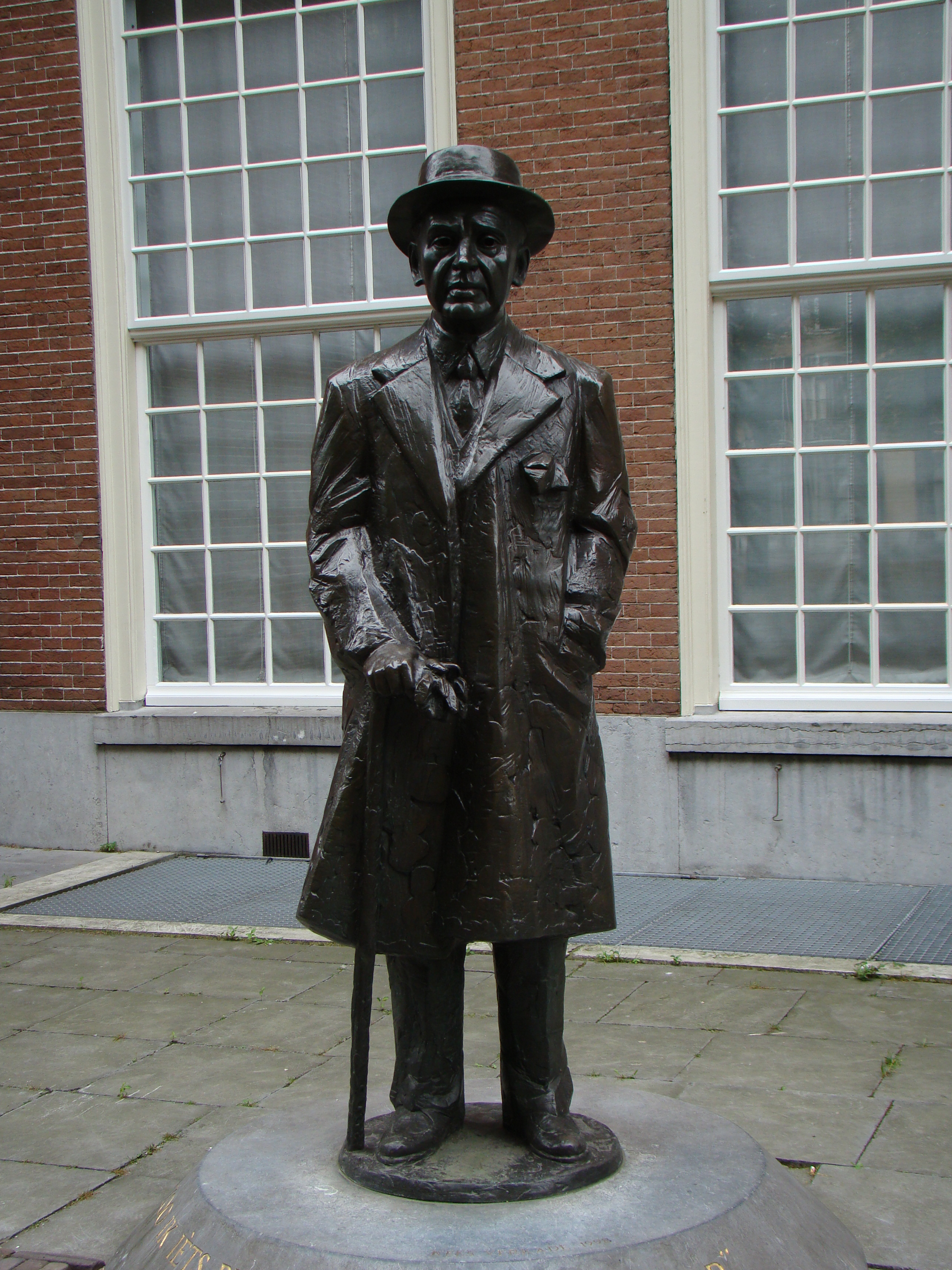
Beeld van Couperus, gemaakt door Kees Verkade, aan het Lange Voorhout in Den Haag

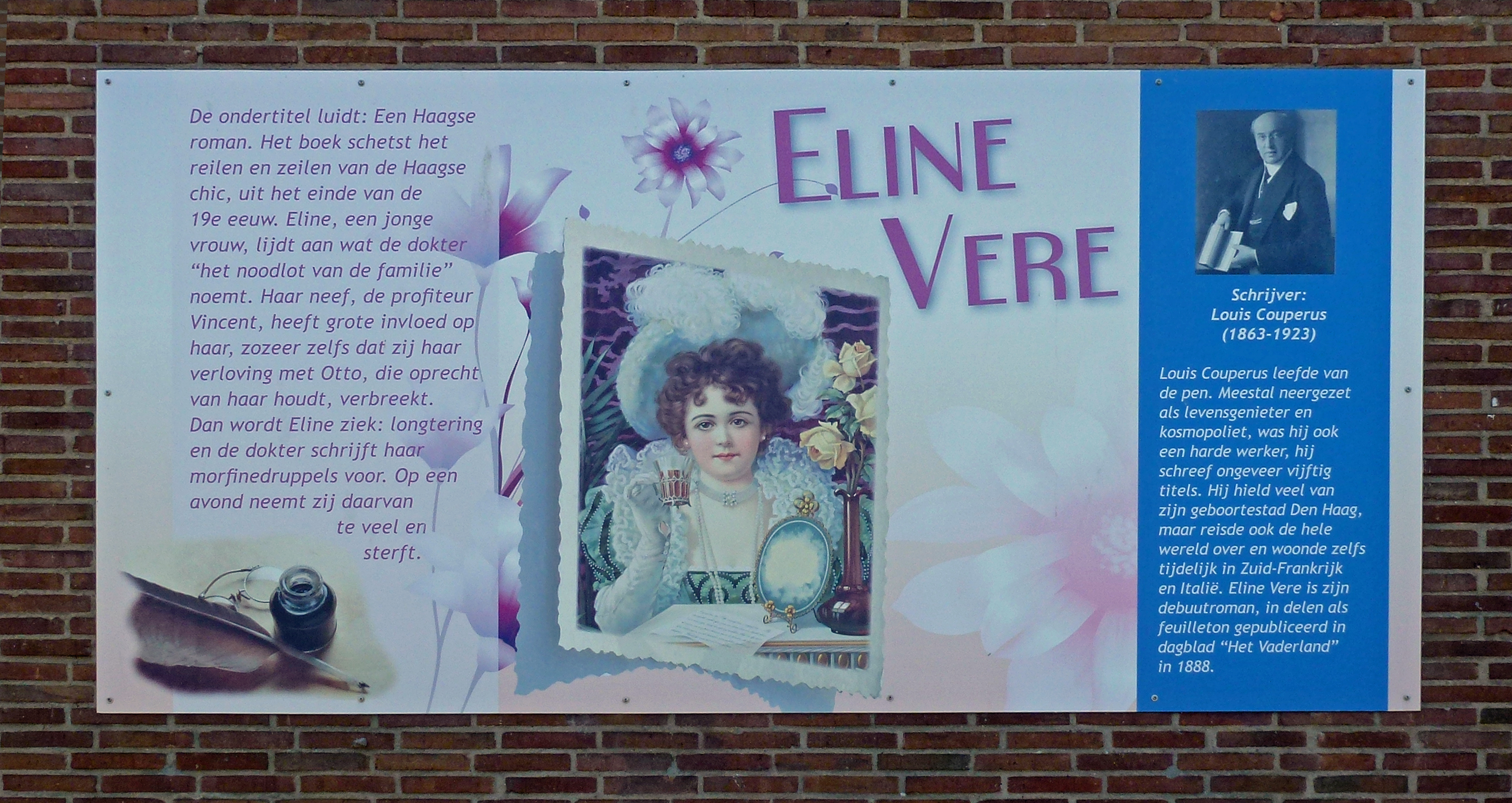
Eline Vere, gevelpaneel in Gouda

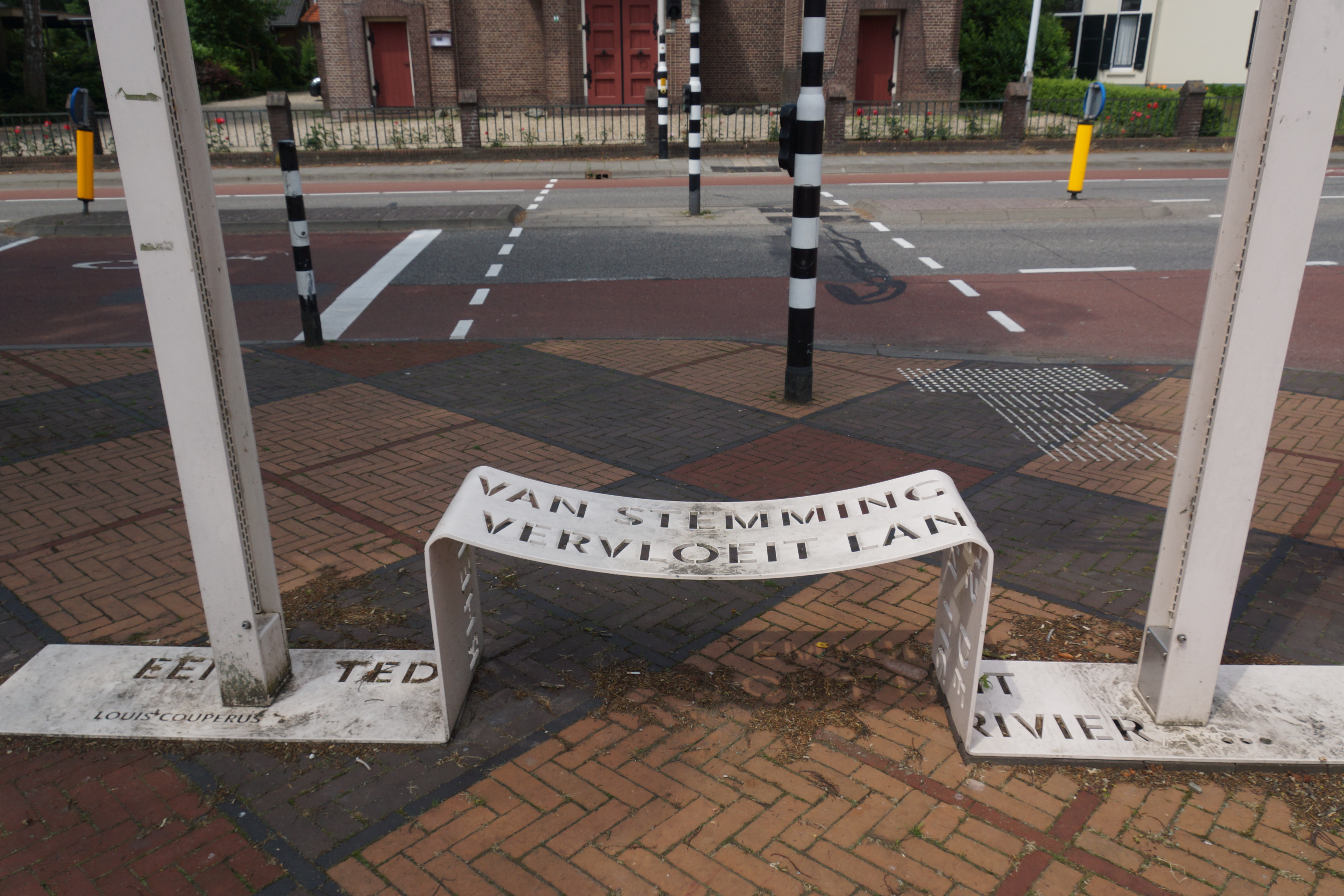
De Steeg Amaliaplein bankje Couperus met de tekst: Een tederheid van stemmingen en licht vervloeit langs de rivier.

### Eerste gedrukte uitgaven

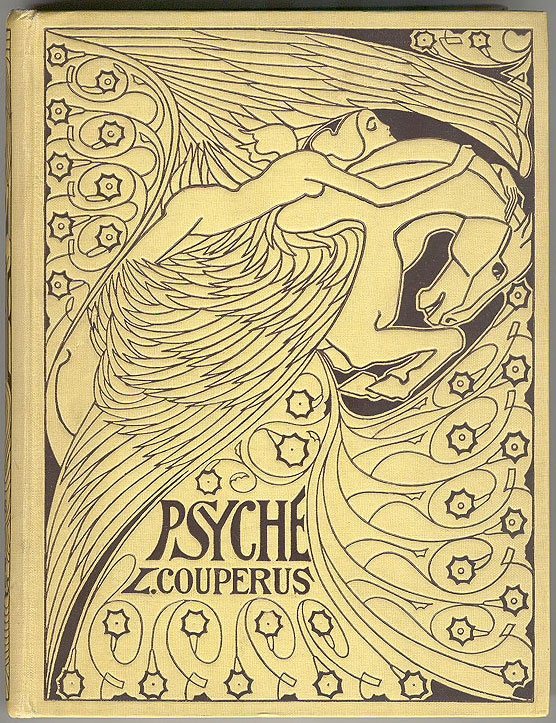
Boekbandontwerp van Jan Toorop voor Psyche

Dit is een lijst van de uitgaven in boekvorm van het werk van Couperus.
- 1884 - Een lent van vaerzen (gedichten)
- 1885 - De schoone slaapster in het bosch. Sprookje in twee bedrijven en zes tafereelen voor zang en piano
- 1886 - Orchideeën (gedichten)
- 1889 - Eline Vere. Een Haagsche roman
- 1890 - Noodlot
- 1892 - Extaze. Een boek van geluk
- 1892 - Eene illuzie
- 1893 - Majesteit
- 1894 - Reis-impressies
- 1895 - Wereldvrede
- 1895 - Williswinde
- 1896 - Hooge troeven
- 1896 - De verzoeking van den H. Antonius. Naar Gustave Flaubert. Fragmenten
- 1897 - Metamorfoze
- 1898 - Psyche
- 1899 - Fidessa
- 1900 - Langs lijnen van geleidelijkheid
- 1900 - De stille kracht
- 1901 - Babel
- 1901 - De boeken der kleine zielen. De kleine zielen
- 1902 - De boeken der kleine zielen. Het late leven
- 1902 - De boeken der kleine zielen. Zielenschemering
- 1903 - De boeken der kleine zielen. Het heilige weten
- 1902 - Over lichtende drempels
- 1903 - God en goden
- 1904 - Dionyzos
- 1905 - De berg van licht
- 1906 - Van oude menschen, de dingen, die voorbij gaan ...
- 1908 - Aan den weg der vreugde
- 1910 - Van en over mijzelf en anderen. Eerste bundel
- 1911 - Antieke verhalen. Van goden en keizers, van dichters en hetaeren
- 1911 - Korte arabesken
- 1911 - Antiek toerisme. Roman uit Oud-Egypte
- 1911 - De zwaluwen neêr gestreken...
- 1912 - Schimmen van schoonheid
- 1912 - Uit blanke steden onder blauwe lucht. Eerste bundel
- 1913 - Uit blanke steden onder blauwe lucht. Tweede bundel
- 1913 - Herakles
- 1914 - Van en over mijzelf en anderen. Tweede bundel
- 1915 - Van en over alles en iedereen
- 1915 - De ongelukkige
- 1916 - De tweelingbroeders. Jambische bewerking van Plautus' Menaechmi
- 1916 - Van en over mijzelf en anderen. Derde bundel
- 1917 - Van en over mijzelf en anderen. Vierde bundel
- 1917 - De komedianten
- 1917 - Jan en Florence
- 1917 - Wreede portretten
- 1918 - Der dingen ziel
- 1918 - Brieven van den nutteloozen toeschouwer
- 1918 - Legende, mythe en fantazie
- 1918 - De verliefde ezel
- 1919 - De betooveraar
- 1919 - Elyata
- 1919 - De ode
- 1919 - Xerxes of de hoogmoed
- 1920 - Iskander. De roman van Alexander den Groote
- 1920 - Lucrezia
- 1921 - Met Louis Couperus in Afrika
- [1922] - De ring en de prins
- 1922 [=maart 1923] - Het zwevende schaakbord
- 1923 - Oostwaarts
- 1923 - De oude trofime
- 1923 - Proza. Eerste bundel
- 1924 - Proza. Tweede bundel
- 1924 - Het snoer der ontferming en Japansche legenden
- 1925 - Nippon
- 1925 - Proza. Derde bundel
- 1931 - Romantisch avontuur
- 1945 - Il Mago
- 1957 - De binocle
- 1959 - De naumachie
- 1972 - Via Appia
- 1973 - De tooveressen. Tweede idylle van Theokritos
- 1975 - Nagelaten werk
- 1976 - Endymion
- 1976 - Sabijnsche-maagdenroof
- 1978 - Kindersouvenirs
- 1979 - Een Hagenaar terug in Den Haag
- 1979 - Herinneringen aan de lente
- 1979 - Kinderkamer
- 1979 - De nachten
- 1979 - De vonk
- 1980 - Een ster
- 1980 - Toen ik een kleine jongen was...
- 1980 - Een zieltje
- 1980 - Zijn aangenomen zoon. Een fragment

Een uitputtend overzicht van alle eerste én volgende drukken van Couperus (inclusief verwijzing naar eerste publicaties in kranten en tijdschriften en (verblijfplaatsen van) handschriften) geeft:
- Marijke Stapert-Eggen, Repertorium Louis Couperus, 1992 en 1997² (3 delen: bibliografie van het primaire werk van Louis Couperus)

### Verzamelde werken
Tussen 1952 en 1957 verschenen bij uitgeverij Van Oirschot de Verzamelde werken in twaalf delen. Door de gehanteerde editietechniek (met name de gemoderniseerde spelling en de keuze van de teksten) was deze uitgave meteen omstreden. De gesubsidieerde uitgave kon ondanks de zogenaamde Couperus-rel niet worden tegengehouden. In 1975 verscheen van deze uitgave nog een tweede druk. Bij gebrek aan 'beter' is in publicaties tussen 1952 en 1996 veel naar deze uitgave verwezen.
De Verzamelde werken bestaan uit de volgende delen:
1. Jeugdwerk; Eline Vere; Novellen (1953)
2. Noodlot; Extase; Majesteit; Wereldvrede; Hoge troeven (1953)
3. Metamorfose; Psyche; Fidessa; Langs lijnen van geleidelijkheid (1953)
4. De stille kracht; Babel; Novellen; De zonen der zon; Jahve; Dionysos (1953)
5. De boeken der kleine zielen (1952)
6. Van oude mensen de dingen die voorbijgaan; De berg van licht (1952)
7. Aan de weg der vreugde; Antiek toerisme; Verhalen en arabesken (1954)
8. Herakles; Verhalen en dagboekbladen; Uit blanke steden onder blauwe lucht (1956)
9. Lucrezia; De ongelukkige; Legenden en portretten (1956)
10. De komedianten; De verliefde ezel; Het zwevende schaakbord (1955)
11. Xerxes; Iskander (1954)
12. Verhalen (1957)

### Volledige Werken
Tussen 1987 en 1996 verscheen bij uitgeverij Veen een uitgave van de Volledige Werken Louis Couperus in 50 delen, gebaseerd op de actueelste editietechniek en onder auspiciën van het Bureau Basisvoorziening Tekstedities der Koninklijke Nederlandse Akademie van Wetenschappen, vanaf 1993 onder auspiciën van de Afdeling Neerlandica van het Constantijn Huygens Instituut der Koninklijke Nederlandse Akademie van Wetenschappen. Deze wetenschappelijk verantwoorde, tekstkritische leesuitgave geldt sinds haar verschijnen als de standaardeditie van Couperus' werk.
De Volledige Werken Louis Couperus bestaat uit de volgende delen:
1. Een lent van vaerzen (1988)
2. Orchideeën. Een bundel poëzie en proza (1989)
3. Eline Vere. Een Haagsche roman (1987)
4. Noodlot (1990)
5. Extaze. Een boek van geluk (1990)
6. Eene illuzie (1988)
7. Majesteit (1991)
8. Reis-impressies (1988)
9. Wereldvrede (1991)
10. Williswinde (1990)
11. Hooge troeven (1991)
12. De verzoeking van den H. Antonius (1992)
13. Metamorfoze (1988)
14. Psyche (1992)
15. Fidessa (1992)
16. Langs lijnen van geleidelijkheid (1989)
17. De stille kracht (1989)
18. Babel (1993)
19. De boeken der kleine zielen. I en II (1991)
20. De boeken der kleine zielen. III en IV (1991)
21. Over lichtende drempels (1993)
22. God en goden (1989)
23. Dionyzos (1988)
24. De berg van licht (1993)
25. Van oude menschen, de dingen, die voorbij gaan... (1988)
26. Aan den weg der vreugde (1989)
27. Van en over mijzelf en anderen (1989)
28. Antieke verhalen. Van goden en keizers, van dichters en hetaeren (1993)
29. Korte arabesken (1990)
30. Antiek toerisme. Roman uit Oud-Egypte (1987)
31. De zwaluwen neêr gestreken... (1993)
32. Schimmen van schoonheid (1991)
33. Uit blanke steden onder blauwe lucht (1994)
34. Herakles (1994)
35. Van en over alles en iedereen (1990)
36. De ongelukkige (1994)
37. De komedianten (1992)
38. Legende, mythe en fantazie (1994)
39. De verliefde ezel (1994)
40. De ode (1990)
41. Xerxes, of De hoogmoed (1993)
42. Iskander. De roman van Alexander den Groote (1995)
43. Met Louis Couperus in Afrika (1995)
44. Het zwevende schaakbord (1994)
45. Oostwaarts (1992)
46. Proza. Eerste bundel (1995)
47. Het snoer der ontferming. Japansche legenden (1995)
48. Nippon (1992)
49. Ongebundeld werk (1996)
50. Ongepubliceerd werk (1996)

### Gepubliceerde brieven
In 1963 verscheen er een speciaal nummer van het tijdschrift Maatstaf waarin een groot aantal (fragmenten van) brieven werd gepubliceerd:
- 1963 - Louis Couperus als briefschrijver

De belangrijkste brievencollectie die daarna werd gepubliceerd was die aan zijn uitgever, L.J. Veen, bezorgd door de biograaf Frédéric Bastet in twee delen:
- 1977 - Brieven van Louis Couperus aan zijn uitgever (Waarde heer Veen en Amice)

Deze werd aangevuld nadat ook de brieven van Veen aan Couperus werden ontdekt:
- 1987 - Louis Couperus en L.J. Veen. Bloemlezing uit hun correspondentie ISBN 90-204-2686-9

Daarnaast werden nog gepubliceerd:
- 1961 - Couperus en de Oudheid [een opstel van W.E.J. Kuiper, en enkele brieven van Couperus]
- 1987 -  'Waarde Van Oss'. Een onbekende brief van Louis Couperus ISBN 90-6481-993-9
- 1996 - Een excellentie en een freule. Brieven van Louis Couperus in de nalatenschap van Albert Vogel
- 2003 - Sempre il tuo. De brieven van Louis Couperus aan de familie Van Blijenburgh-Böhtlingk
- 2003 - Dear sir. Brieven van het echtpaar Couperus aan Oscar Wilde ISBN 90-807314-2-0
- 2006 - Hartelijk dank! Louis Couperus aan dr. J.R. Bos
- 2009 - Drie kattebelletjes van Louis Couperus uit 1892

De brievenuitgave die circa 1400 brieven bevat en de meeste van de hiervoor genoemde uitgaven overbodig maakt, verscheen in 2013:
- 2013 - De correspondentie. 2 delen

Daarnaast verschenen tientallen brieven niet als zelfstandige uitgaven maar in andere publicaties (zoals in de biografie van Henri van Booven of de studie van Karel Reijnders), of in tijdschriften als Arabesken of De Parelduiker.

### Adaptaties
Bekende toneelstukken en televisieseries op basis van Couperus' werk zijn:
- Eline Vere, een toneelstuk uit 1918 gebaseerd op het gelijknamige boek
- De kleine zielen, gebaseerd op De boeken der kleine zielen
- Van oude mensen, de dingen die voorbijgaan, een tv-serie gebaseerd op het gelijknamige boek
- De Stille Kracht, een tv-serie gebaseerd op het gelijknamige boek

### Handschriften
De meeste handschriften (brieven worden hier niet onder begrepen) bevinden zich in de Koninklijke Bibliotheek of in het Nederlands Letterkundig Museum in Den Haag. Een zeer klein aantal handschriften bevindt zich nog in particulier bezit, hoeveel is onduidelijk. Zo werd in 2005 nog het handschrift De oermensch en de complicatie der dingen aangeboden op de veiling van de nalatenschap van Boudewijn Büch. In oktober 2010 ging een handschrift uit particulier bezit (namelijk van verzamelaar Pieter Berend Oudemans, 1960-2005), Elyata, over naar de openbare collectie van Stadsarchief en Athenaeumbibliotheek in Deventer. Deze bibliotheek suggereerde ten onrechte in het bijgaande persbericht dat het hier zou gaan om het laatste handschrift van Couperus in particulier bezit.

### Vertalingen
Veel van zijn boeken zijn in het buitenland meerdere malen herdrukt. De roman De berg van licht bijvoorbeeld verkocht in Duitsland (als Heliogabal) veel beter dan in Nederland. Oscar Wilde las in 1892 de Engelse vertaling van Couperus' tweede roman Noodlot, Footsteps of fate, en schreef Couperus een brief om hem te complimenteren met diens werk. Elisabeth vertaalde datzelfde jaar Wilde's roman The picture of Dorian Gray. Gerrit Jäger maakte een toneelbewerking van Noodlot. Couperus verkreeg bij leven de D.A. Thiemeprijs voor Eline Vere, in 1914 de Nieuwe Gids-prijs voor Antiek toerisme en in 1923 de Tollens-prijs voor zijn hele oeuvre.
Met name de bibliograaf Ronald Breugelmans heeft veel onderzoek gedaan naar vertalingen van Couperus' werk. Dit resulteerde in 1989 in diens publicatie Louis Couperus in den vreemde waarvan in 2008 een uitgebreide en herziene druk verscheen, onder andere met daarin de brieven van Couperus aan de vertaler Alexander Teixeira de Mattos (1865-1921). In Breugelmans' publicaties zijn alle bekende vertalingen van Couperus' werk opgenomen:
- 1989 - Louis Couperus in den vreemde. Een lijst van zijn afzonderlijk verschenen vertalingen ISBN 90-6908-002-8
- 2008² - Louis Couperus in den vreemde

### Hertalingen
Vanaf 2019 zijn enkele klassieke werken van Couperus hertaald naar moderner Nederlands, bijvoorbeeld door Albert Kroezemann (Langs lijnen van geleidelijkheid)  en Michelle van Dijk (Van oude menschen, de dingen die voorbij gaan…).